# José Callejón
José María Callejón Bueno, né le 11 février 1987 à Motril (Espagne), est un footballeur international espagnol, qui évolue au poste d'attaquant au Marbella FC.
Son frère jumeau Juanmi Callejón est également joueur de football.

## Biographie

### Real Madrid Castilla
José Callejón commence le futsal à l'âge de 5 ans dans l'équipe de Motril, en même temps que son frère jumeau.
A l'âge de 13 ans, il rejoint l'équipe de futsal du Real Madrid et intègre peu à peu le football à 11. Après une saison à 21 buts avec l'équipe B du club, Callejón signera à l'Espanyol de Barcelone en 2008 avant de revenir au Real Madrid en 2011. Son sens du placement et du but lui ont permis de se faire remarquer au sein de l'effectif madrilène. 
Formé à l'école de football du Costa Tropical, il fait ses preuves dans le futsal, avec un passage dans le football à 7 et les rangs des jeunes du Real Madrid.
Il fait ses débuts en tant que remplaçant dans la Castilla lors de la saison 2006-2007, en Liga Adelante (en même temps que son frère jumeau Juan Miguel Callejón, dit Juanmi). Il joue cinq matchs sans marquer de but. La Castilla étant reléguée en troisième division, il trouve une place de titulaire et devient meilleur buteur du championnat avec 21 buts en 37 matchs.

### Espanyol

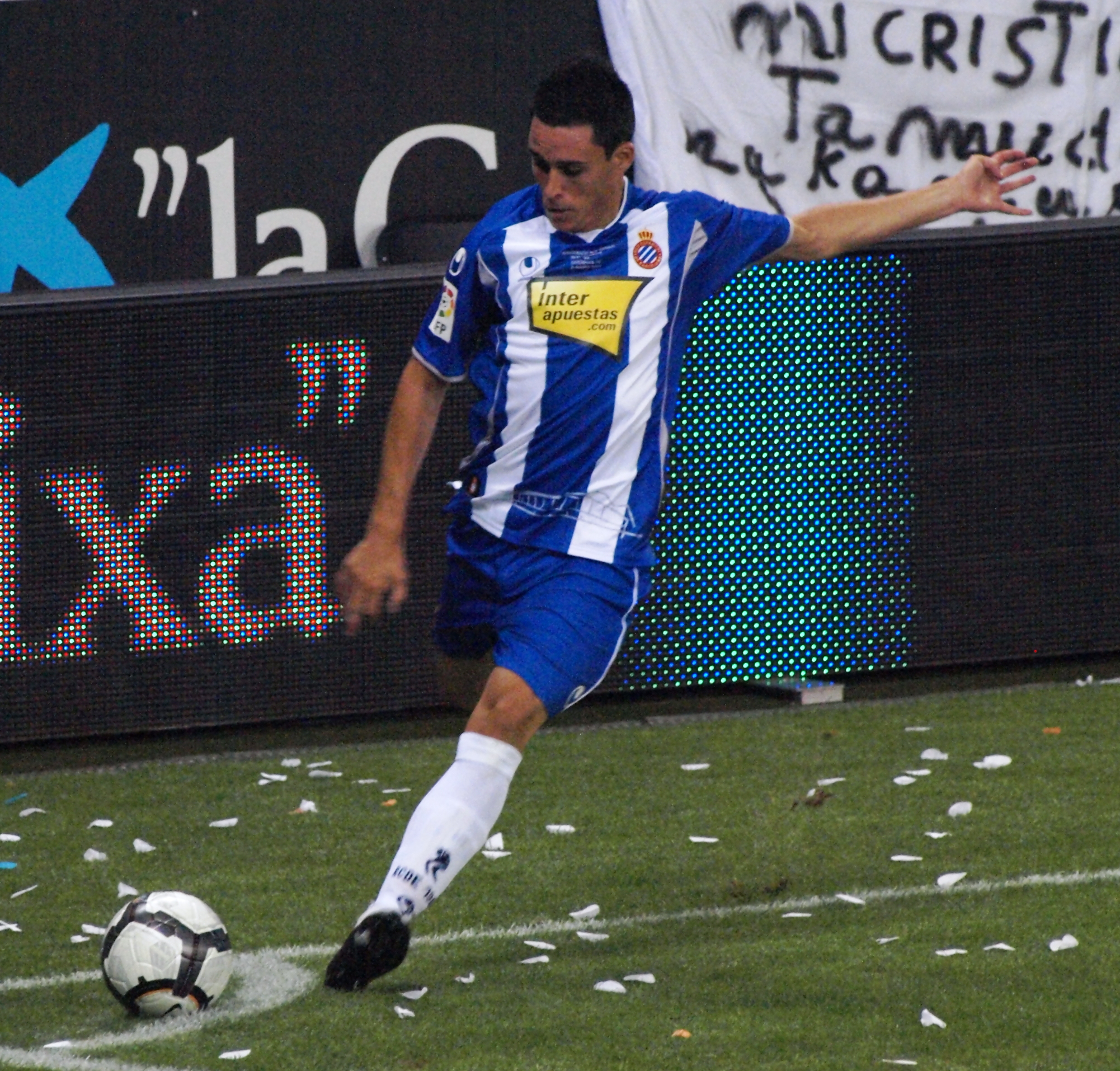
Callejón avec l'Espanyol en 2009.

Après avoir fini meilleur buteur avec la Castilla, José, tout comme son frère jumeau Juanmi, signe un contrat professionnel le 18 juin 2008. Il est transféré pour 1,2 million d'euros à l'Espanyol de Barcelone, pour quatre ans. 
Avec l'Espanyol, il fait ses débuts en Liga le 20 septembre 2008 dans un match contre Getafe CF. Il marque son premier but sous les couleurs barcelonaises face au RCD Majorque (3-3), équipe dans laquelle joue son frère. En Coupe, il marque un but des 30 mètres face au FC Barcelone d'une frappe puissante sous la barre transversale.
La saison 2010-2011 est celle où il devient plus important au sein de l'équipe : il marque 6 buts et délivre 7 passes décisives et devient le joueur qui subit le plus de faute en Liga. Il devient la star de son équipe et attire l'attention des grands clubs. Dès le 4 mai 2011, il signe pour son club formateur, le Real Madrid.

### Real Madrid
Le 4 mai 2011, il est transféré de l'Espanyol Barcelone vers son club formateur, le Real Madrid, pour 5 millions d'euros.
Il marque son premier but sous les couleurs madrilènes, lors de son premier match, le 17 juillet 2011 contre le Los Angeles Galaxy (match amical).
En match officiel, il marque son premier but avec le Real Madrid le 2 octobre 2011 contre son ancien club, l'Espanyol Barcelone, après seulement 3 matchs. 
Il inscrit également deux doublés en Ligue des Champions le 22 octobre 2011 au Santiago Bernabéu face au Dinamo Zagreb et le 7 décembre 2011 face à l'Ajax Amsterdam.
Après la défaite du Real Madrid en championnat Callejón est de nouveau titulaire contre le SD Ponferradina et marque un beau but pour terminer la rencontre 2-0. Il marque le but du 2-0 en étant titulaire contre le FC Séville (victoire 2-6) et signe un nouveau doublé lors du match retour contre Ponferradina (5-1). Après la reprise il marque le but de la victoire d'une frappe puissante des 20 mètres à Majorque (1-2) et marque seulement deux minutes après son entrée en jeu face à Bilbao.
Callejón joue en suite de moins en moins, José Mourinho préférant associer Kaká et Mesut Özil ou Karim Benzema et Gonzalo Higuaín. Jouant de moins en moins malgré un but en Ligue des champions face à l'APOEL Nicosie le 4 avril 2012. Le 11 avril 2012, il inscrit un nouveau but pour sceller la victoire contre l'ennemi héréditaire, l'Atlético Madrid (1-4).

### Naples

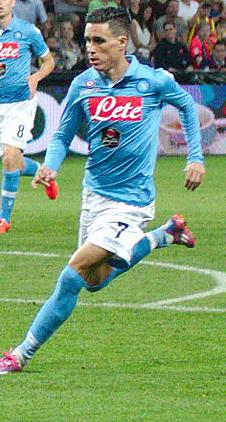
José sous le maillot du Napoli.

Le 11 juillet 2013, Callejón rejoint Naples avec ses coéquipiers madrilènes Gonzalo Higuain et Raúl Albiol.
Lors de sa première saison napolitaine, Callejón inscrit 20 buts en 52 matchs toutes compétitions confondues.
Le 6 janvier 2018, il inscrit son 52e but en Serie A ce qui fait de lui le meilleur buteur espagnol de l'histoire du championnat italien devançant Luis Suárez.

### ACF Fiorentina
Le 5 octobre 2020, Callejón signe à l'ACF Fiorentina.

### Grenade
Le 25 juillet 2022, alors qu'il est libre de tout contrat, il signe au Grenade CF pour une saison.

### Sélection nationale
Le 25 mars 2008, il joue avec la sélection nationale espagnole des moins de 21 ans dans un match contre le Kazakhstan, au cours duquel il marque un but.
Vicente del Bosque le fait débuter avec l'Espagne le 15 novembre 2014.

## Palmarès
- Real Madrid : 
  - Champion d'Espagne : 2012
  - Vainqueur de la Supercoupe d'Espagne : 2012.

- SSC Naples :
  - Vainqueur de la Coupe d'Italie : 2014,  2020
  - Vainqueur de la Supercoupe d'Italie : 2014.

## Statistiques
Ce tableau présente les statistiques en carrière José Callejón.
| Saison                | Club                  | Championnat           | Championnat | Championnat | Championnat | Coupe(s) nationale(s) | Coupe(s) nationale(s) | Coupe(s) nationale(s) | Supercoupe | Supercoupe | Supercoupe | Compétition(s) continentale(s) | Compétition(s) continentale(s) | Compétition(s) continentale(s) | Compétition(s) continentale(s) | Espagne | Espagne | Espagne | Total | Total | Total |
| Saison                | Club                  | Division              | M.          | B.          | P.d.        | M.                    | B.                    | P.d.                  | M.         | B.         | P.d.       | Comp.                          | M.                             | B.                             | P.d.                           | M.      | B.      | P.d.    | M.    | B.    | P.d.  |
| 2006-2007             | Real Madrid Castilla  | Segunda División      | 4           | 0           | -           | -                     | -                     | -                     | -          | -          | -          | -                              | -                              | -                              | -                              | -       | -       | -       | 4     | 0     | 0     |
| 2007-2008             | Real Madrid Castilla  | Segunda División B    | 37          | 21          | -           | -                     | -                     | -                     | -          | -          | -          | -                              | -                              | -                              | -                              | -       | -       | -       | 37    | 21    | 0     |
| Sous-total            | Sous-total            | Sous-total            | 41          | 21          | -           | -                     | -                     | -                     | -          | -          | -          | -                              | -                              | -                              | -                              | -       | -       | -       | 41    | 21    | 0     |
| 2008-2009             | Espanyol de Barcelone | Liga                  | 24          | 2           | 0           | 6                     | 2                     | 0                     | -          | -          | -          | -                              | -                              | -                              | -                              | -       | -       | -       | 30    | 4     | 0     |
| 2009-2010             | Espanyol de Barcelone | Liga                  | 36          | 2           | 4           | 1                     | 0                     | 0                     | -          | -          | -          | -                              | -                              | -                              | -                              | -       | -       | -       | 37    | 2     | 4     |
| 2010-2011             | Espanyol de Barcelone | Liga                  | 37          | 6           | 7           | 2                     | 0                     | 0                     | -          | -          | -          | -                              | -                              | -                              | -                              | -       | -       | -       | 39    | 6     | 7     |
| Sous-total            | Sous-total            | Sous-total            | 97          | 10          | 11          | 9                     | 2                     | 0                     | -          | -          | -          | -                              | -                              | -                              | -                              | -       | -       | -       | 106   | 12    | 11    |
| 2011-2012             | Real Madrid           | Liga                  | 25          | 5           | 0           | 5                     | 3                     | 1                     | 1          | 0          | 0          | C1                             | 5                              | 5                              | 0                              | -       | -       | -       | 36    | 13    | 1     |
| 2012-2013             | Real Madrid           | Liga                  | 30          | 3           | 3           | 5                     | 2                     | 0                     | 2          | 0          | 0          | C1                             | 4                              | 2                              | 0                              | -       | -       | -       | 41    | 7     | 3     |
| Sous-total            | Sous-total            | Sous-total            | 55          | 8           | 3           | 10                    | 5                     | 1                     | 3          | 0          | 0          | -                              | 9                              | 7                              | 0                              | -       | -       | -       | 77    | 20    | 4     |
| 2013-2014             | SSC Naples            | Serie A               | 37          | 15          | 6           | 5                     | 3                     | 2                     | -          | -          | -          | C1+C3                          | 6+4                            | 2+0                            | 1+1                            | -       | -       | -       | 52    | 20    | 10    |
| 2014-2015             | SSC Naples            | Serie A               | 38          | 11          | 3           | 4                     | 0                     | 0                     | 1          | 0          | 0          | C1+C3                          | 2+14                           | 0+1                            | 0+1                            | 2       | 0       | 0       | 61    | 12    | 4     |
| 2015-2016             | SSC Naples            | Serie A               | 38          | 7           | 7           | 2                     | 1                     | 0                     | -          | -          | -          | C3                             | 7                              | 5                              | 3                              | -       | -       | -       | 47    | 13    | 10    |
| 2016-2017             | SSC Naples            | Serie A               | 37          | 14          | 12          | 4                     | 2                     | 1                     | -          | -          | -          | C1                             | 8                              | 1                              | 1                              | 1       | 0       | 0       | 50    | 17    | 14    |
| 2017-2018             | SSC Naples            | Serie A               | 38          | 10          | 10          | 2                     | 0                     | 0                     | -          | -          | -          | C1+C3                          | 8+2                            | 2+0                            | 1+1                            | 2       | 0       | 0       | 52    | 12    | 12    |
| 2018-2019             | SSC Naples            | Serie A               | 34          | 3           | 10          | 2                     | 0                     | 0                     | -          | -          | -          | C1+C3                          | 6+3                            | 0+1                            | 2+2                            | -       | -       | -       | 45    | 4     | 14    |
| 2019-2020             | SSC Naples            | Serie A               | 33          | 4           | 6           | 5                     | 0                     | 0                     | -          | -          | -          | C1                             | 6                              | 0                              | 1                              | -       | -       | -       | 44    | 4     | 7     |
| Sous-total            | Sous-total            | Sous-total            | 236         | 64          | 48          | 24                    | 6                     | 3                     | 1          | 0          | 0          | -                              | 63                             | 12                             | 13                             | 5       | 0       | 0       | 329   | 82    | 64    |
| 2020-2021             | ACF Fiorentina        | Serie A               | 20          | 0           | 6           | 2                     | 1                     | 0                     | -          | -          | -          | -                              | -                              | -                              | -                              | -       | -       | -       | 22    | 1     | 6     |
| 2021-2022             | ACF Fiorentina        | Serie A               | 30          | 2           | 1           | 3                     | 0                     | 1                     | -          | -          | -          | -                              | -                              | -                              | -                              | -       | -       | -       | 33    | 2     | 2     |
| Sous-total            | Sous-total            | Sous-total            | 50          | 2           | 2           | 5                     | 1                     | 0                     | 0          | 0          | 0          | -                              | 0                              | 0                              | 0                              | 0       | 0       | 0       | 55    | 3     | 2     |
| 2022-2023             | Grenade CF            | LaLiga2               | 40          | 4           | 10          | 2                     | 0                     | 0                     | -          | -          | -          | -                              | -                              | -                              | -                              | -       | -       | -       | 42    | 4     | 10    |
| Sous-total            | Sous-total            | Sous-total            | 40          | 4           | 10          | 2                     | 0                     | 0                     | 0          | 0          | 0          | -                              | 0                              | 0                              | 0                              | 0       | 0       | 0       | 42    | 4     | 10    |
| Total sur la carrière | Total sur la carrière | Total sur la carrière | 520         | 110         | 64          | 51                    | 14                    | 4                     | 4          | 0          | 0          | -                              | 72                             | 19                             | 13                             | 5       | 0       | 0       | 652   | 143   | 81    |